# Educación XX1
Educación XX1 es una publicación científica promovida y editada por la Facultad de Educación de la Universidad Nacional de Educación a Distancia (UNED). Inició su andadura en 1998, ligada al Decanato de la Facultad de Educación, que es quien vela por la calidad científica de la misma.
Desde el primer número, Educación XX1 se ha dirigido a la difusión de ensayos, trabajos de carácter científico y experiencias educativas innovadoras en todos los campos y contextos de intervención educativa. En este sentido, ha sido testigo privilegiado de la evolución de la educación en estas últimas décadas, a la vez que reconocido medio de difusión de los avances en la investigación y la innovación en educación, tanto a nivel nacional como internacional. 
Educación XX1 tiene una periodicidad semestral, publicando dos números al año que corresponden con el inicio de cada semestre. La revista publica en español o inglés.

## Enfoque y alcance
A lo largo de estos últimos años, Educación XX1 ha centrado su atención de forma prioritaria en la investigación sobre la educación superior y en las propuestas innovadoras que se están desarrollando en la universidad.
En cualquier caso, lo anterior no excluye que se puedan publicar otros trabajos científicos de temática multidisciplinar que supongan una contribución significativa al campo de la educación.

## Indexación y calidad
Educación XX1 es una revista científica indexada en los principales rankings internacionales de revistas como Journal Citations Reports o Scopus - Scimago Journal & Country Rank. En estas herramientas cuenta con métricas bien conocidas en los procesos de evaluación de revistas como el Journal Impact Factor, Journal Citation Indicator, Eigenfactor, CiteScore, o Source Normalized Impact per Paper, entre otras. A nivel nacional, la revista también cuenta con factor de impacto en el índice Dialnet de Revistas de Dialnet Métricas.  Asimismo, la revista dispone del sello de calidad FECYT.